# Coaș
Coaș é uma comuna romena localizada no distrito de Maramureș, na região histórica da Transilvânia. Em 2007 a sua população era de 1393 habitantes, segundo o censo.